# Gnathocera garnieri
Gnathocera garnieri är en skalbaggsart som beskrevs av Allard 1993. Gnathocera garnieri ingår i släktet Gnathocera och familjen Cetoniidae. Inga underarter finns listade i Catalogue of Life.